# Kleiner Kurznasenbeutler
Der Kleine Kurznasenbeutler (Isoodon obesulus) ist ein australisches Beuteltier aus der Gattung der Kurznasenbeutler. Er ist hauptsächlich im Süden Australiens verbreitet. Obwohl er nicht als gefährdet geführt wird, sind seine Bestandszahlen vor allem durch die Einführung des Rotfuchses in den letzten Jahrzehnten stark dezimiert worden.

## Merkmale
Der deutschsprachige Name (Kleiner Kurznasenbeutler) bezieht sich offensichtlich auf die im Gegensatz zum Großen Kurznasenbeutler vermeintlich kleinere Körpergröße. Tatsächlich ist der Unterschied jedoch marginal, und es gibt große Überschneidungen in den Längen beider Arten. Die Gesamtlänge beträgt 31 bis 61 cm bei männlichen Tieren bzw. 25 bis 46 cm bei weiblichen Tieren, davon entfällt etwa ein Drittel auf den Schwanz. Männchen sind nicht nur größer, sondern vor allem schwerer als Weibchen, und zwar um 40 bis 50 %. Zudem sind Tiere in Tasmanien im Schnitt größer und schwerer als auf dem australischen Festland. Das Gewicht beträgt bei tasmanischen Männchen im Schnitt 1,2 kg, bei Weibchen 1 kg. Auf dem Festland bleiben selbst die schwersten Vertreter unter diesen Durchschnittsmaßen.
Kleine Kurznasenbeutler haben eine plumpe Gestalt, eine für Nasenbeutler recht kurze und kegelförmige Schnauze und kleine Ohren. Die Haare sind kurz, borstig, glänzend und dreifarbig. Jedes Haar der Oberseite ist an der Basis hell, zur Mitte schwarz und an der Spitze gelblich. Der Gesamteindruck ist ein graubraunes Fell mit unregelmäßiger schwarzer Strichelung. Die Unterseite ist cremefarben. Auch der Schwanz hat oberseits eine braune und unterseits eine weißliche Farbe. Die Augen sind schwarz, der nach hinten öffnende Beutel enthält acht Zitzen. Unterhalb der Ohren befinden sich Drüsen, die vor allem zur Paarungszeit beträchtlich anschwellen und bei Erregung große Mengen Sekret abgeben.
Laufend erreicht ein Kleiner Kurznasenbeutler eine maximale Geschwindigkeit von 14,3 km/h.

## Verbreitung und Lebensraum

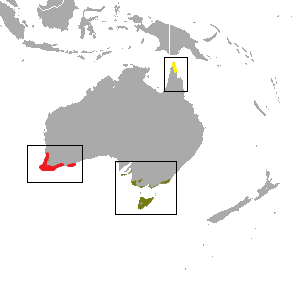
Grün – heutiges Verbreitungsgebiet des Kleinen Kurznasenbeutlers, gelb das Verbreitungsgebiet von Isoodon peninsulae, rot das Verbreitungsgebiet von Isoodon fusciventer

Vor der Besiedlung Australiens durch Europäer sah das Verbreitungsgebiet des Kleinen Kurznasenbeutlers wohl wie folgt aus: Zwischen Sydney und Adelaide war das Hinterland der Küsten lückenlos besiedelt. Zudem gab es davon isolierte Vorkommen in Westaustralien, in Queensland sowie auf Tasmanien. Heute ist das Verbreitungsgebiet sehr viel fragmentierter. Extrem selten ist die Art in New South Wales. In Victoria gibt es sie in den Küstenebenen, den Grampians und Dandenongs. In Südaustralien, wo der Kleine Kurznasenbeutler insgesamt selten ist, findet man ihn am ehesten noch auf der Eyre-Halbinsel, in den Mount Lofty Ranges und auf der Fleurieu-Halbinsel, zudem auf einigen vorgelagerten Inseln; auf der Känguru-Insel ist er wegen des Fehlens von Füchsen sogar recht häufig. Besonders gut geht es den Beständen auf Tasmanien, wo die Art weit verbreitet ist. Subfossile Überreste findet man zudem auf zahlreichen kleinen Inseln der Bass-Straße (z. T. bis ins 20. Jahrhundert), aktuell leben Kleine Kurznasenbeutler dort aber nur auf der zur Furneaux-Gruppe gehörenden Inner Sister Island.
Kleine Kurznasenbeutler bewohnen eine Vielzahl von Lebensräumen, aber immer muss ausreichend Vegetation vorhanden sein. Regelmäßige Regenfälle sind ebenso wichtig. Zu den Habitaten gehören Wälder ebenso wie Heide- und Buschland.

## Lebensweise

### Aktivität
Beobachtungen in Tasmanien zeigen ebenso wie solche in Gefangenschaft, dass der Kleine Kurznasenbeutler ein ausschließlich nachtaktives Tier ist. Er wird etwa eine Stunde nach Sonnenuntergang aktiv und bleibt es für eine Zeit von sechs bis acht Stunden. Mit der Nase am Boden bewegt sich das Tier dann auf Nahrungssuche fort. Wird mit Hilfe des Geruchssinns etwas Fressbares aufgespürt, wird es mit den Vorderpfoten ausgegraben.
Kleine Kurznasenbeutler sind strikte Einzelgänger, die einander – mit Ausnahme der Paarungszeit – aus dem Weg gehen. Treffen zwei Männchen aufeinander, kommt es zu aggressivem Verhalten, bei dem die Kontrahenten durch Kratzen mit den Vorderpfoten und durch Bisse einander angehen, bis einer von ihnen die Flucht ergreift. Der Aktionsraum eines Tiers beträgt, je nach Populationsdichte, zwischen 1 und 5 Hektar. Den Tag verbringen die Tiere schlafend in einer kleinen Mulde an einem durch dichte Vegetation geschützten Ort.

### Nahrung
Der Kleine Kurznasenbeutler ist ein Allesfresser. Zur Nahrung gehören Insekten und deren Larven, Spinnentiere, Asseln und Würmer, sowie Pilze, Wurzeln, Gräser, Früchte und Farne. Wirbellose Tiere machen aber immer den Hauptanteil an der Nahrung aus.

### Fortpflanzung
Die Tragzeit beläuft sich auf weniger als 15 Tage. Der Wurf umfasst bis zu fünf Jungtiere, in der Regel sind es aber zwei oder drei. Die Neugeborenen wiegen zunächst 350 mg, entwickeln sich im Beutel aber schnell und können ihn im Schnitt nach 53 Tagen verlassen. Schon nach drei bis vier Monaten sind Kleine Kurznasenbeutler geschlechtsreif. Nicht selten haben sie somit noch im Geburtsjahr ihren ersten eigenen Wurf. Ein Weibchen kann bis zu viermal im Jahr werfen, was eine außerordentlich hohe Reproduktionsrate bedeutet. Die Lebensdauer beträgt maximal vier Jahre.

## Feinde
Zu den natürlichen Feinden des Kleinen Kurznasenbeutlers zählen vor allem Schlangen, Eulen und Beutelmarder. So gehören sie zur Hauptbeute des Schwarzschwanz-Beutelmarders in Westaustralien. Mit der Besiedlung Australiens durch die Europäer kamen zahlreiche Feinde hinzu. Neben Hunden und Katzen ist hier an erster Stelle der Rotfuchs zu nennen, der den Beständen stark zusetzt.

## Systematik und Namen
Wissenschaftlich beschrieben wurde der Kleine Kurznasenbeutler erstmals von George Shaw, der ihn 1797 Didelphis obesula nannte. Das heute gültige Binomen Isoodon obesulus wurde erstmals 1922 von Oldfield Thomas verwendet. Das Artepitheton obesulus ist eine Verkleinerungsform von obesus, was so viel wie fettleibig bedeutet.
Während im Deutschen die Körpergröße zur Unterscheidung vom verwandten Großen Kurznasenbeutler herangezogen wird, ist es im Englischen die Verbreitung. Hier wird das Tier Southern Brown Bandicoot genannt, während der Große Kurznasenbeutler das Northern Brown Bandicoot ist. In Westaustralien lokal üblich ist die einer Aborigine-Sprache entlehnte Bezeichnung quenda.
Über die Zahl der Unterarten besteht keine Einigkeit. Driessen & Rose kennen neben der Nominatform nur eine weitere Unterart, Isoodon obesulus nauticus, deren Verbreitung sich auf die Franklin Islands im Nuyts-Archipel beschränkt. Andere Publikationen nennen zudem die Unterarten Isoodon obesulus fusciventer (Westaustralien), Isoodon obesulus affinis (Tasmanien) und Isoodon obesulus peninsulae (Queensland). Bei letzterer geben DNA-Analysen Anlass zu der Vermutung, dass sie mit dem Goldenen Kurznasenbeutler näher verwandt ist als mit anderen Kleinen Kurznasenbeutlern, weshalb vorgeschlagen wurde, sie entweder dieser Art zuzuschlagen oder als eigene Art zu behandeln. Die American Society of Mammalogists listet Isoodon peninsulae inzwischen als eigenständige Art. Anfang 2018 wurde die westaustralische Form Isoodon obesulus fusciventer zu einer eigenständigen Art.

## Bedrohung und Schutz
Die Weltnaturschutzorganisation IUCN führt den Kleinen Kurznasenbeutler als least concern (nicht gefährdet). Begründet wird dies mit der regionalen Häufigkeit in Westaustralien, auf Tasmanien sowie auf weiteren Inseln. Regional sieht es jedoch mitunter anders aus. Die Bundesstaaten New South Wales und South Australia sehen die Art auf ihren Territorien als gefährdet an.
Der regionale Rückgang steht vor allem mit zwei Faktoren im Zusammenhang: der Zerstörung der natürlichen Lebensräume, und der Einschleppung von Raubtieren durch die Europäer. Besonders der Rotfuchs hat einen dramatischen Einfluss auf die Populationen; überall wo er fehlt, geht es den Beständen noch vergleichsweise gut. So ist es auch auf Tasmanien, wo die Rotfüchse in einem zehnjährigen Ausrottungsprogramm vollständig zurückgedrängt werden konnten.